# Psilopa nigrifacies
Psilopa nigrifacies är en tvåvingeart som först beskrevs av Becker 1903.  Psilopa nigrifacies ingår i släktet Psilopa och familjen vattenflugor. Inga underarter finns listade i Catalogue of Life.